# Lineja
Lineja (lat. Linnaea) biljni rod iz porodice kozokrvnica. Nekada je uključivan u vlastitu porodicu Linnaeaceae, s jedinom vrstom L. borealis, puzećim grmom rasprostranjenim po velikim dijelovima Europe, dijelovima Azije i Sjeverne Amerike (Aljaska i Aleuti).
Danas ovom rodu pripada 1 vrsta i jedan umjetni hibrid.

## Vrste
1. Linnaea borealis L.

Nekada uključivane:
- Linnaea adenotricha (Hance) Graebn. =Lonicera elisae Franch.
- Linnaea amabilis (Graebn.) Christenh. = Kolkwitzia amabilis Graebn.
- Linnaea brachystemon Diels = Zabelia dielsii (Graebn.) Makino
- Linnaea chinensis (R. Br.) A. Braun & Vatke = Abelia chinensis R.Br.
- Linnaea coriacea (Hemsl.) Christenh. = Vesalea coriacea (Hemsl.) T.Kim & B.Sun ex Landrein
- Linnaea corymbosa (Regel & Schmalh.) Graebn. = Zabelia corymbosa (Regel & Schmalh.) Makino
- Linnaea dielsii Graebn. = Zabelia dielsii (Graebn.) Makino
- Linnaea dipelta Christenh. = Dipelta floribunda Maxim.
- Linnaea elegans (Batalin) Christenh. = Dipelta elegans Batalin
- Linnaea engleriana Graebn. = Abelia macrotera var. engleriana (Rehder) Landrein
- Linnaea floribunda (Mart. & Gal.) A. Br. & Vatke = Vesalea floribunda M.Martens & Galeotti
- Linnaea forrestii Diels =  Abelia forrestii (Diels) W.W.Sm.
- Linnaea × grandiflora (Rovelli ex André) Christenh.
- Linnaea grandifolia (Villarreal) Christenh. = Vesalea mexicana var. grandifolia (Villarreal) Landrein
- Linnaea gymnocarpa Graebn. & Buchw. = Diabelia serrata f. gymnocarpa (Graebn. & Buchw.) Landrein
- Linnaea koehneana Graebn. =  Abelia macrotera var. engleriana (Rehder) Landrein
- Linnaea macrotera Graebn. & Buchw. =  Abelia macrotera (Graebn. & Buchw.) Rehder
- Linnaea mexicana (Villarreal) Christenh. = Vesalea mexicana (Villarreal) Hua Feng Wang & Landrein
- Linnaea occidentalis (Villarreal) Christenh. = Vesalea occidentalis (Villarreal) H.F.Wang & Landrein
- Linnaea onkocarpa Graebn. = Zabelia dielsii (Graebn.) Makino
- Linnaea parvifolia (Hemsl.) Graebn.  = Abelia parvifolia Hemsl.
- Linnaea rupestris (Lindl.) A.Braun & Vatke = Abelia chinensis var. chinensis
- Linnaea schumannii Graebn. = Abelia schumannii (Graebn.) Rehder
- Linnaea serrata (Sieb. & Zucc.) Graebn. =  Diabelia serrata (Siebold & Zucc.) Landrein
- Linnaea spathulata (Sieb. & Zucc.) Graebn. = Diabelia spathulata (Siebold & Zucc.) Landrein
- Linnaea tereticalyx Graebn. & Buchw. = Abelia schumannii (Graebn.) Rehder
- Linnaea tetrasepala (Koidz.) Christenh. ?
- Linnaea triflora (R.Br. ex Wall.) A.Braun & Vatke = Zabelia triflora (R.Br. ex Wall.) Makino ex Hisauti & H.Hara
- Linnaea umbellata Graebn. & Buchw. = Zabelia dielsii (Graebn.) Makino
- Linnaea uniflora (R. Br.) A. Br. & Vatke =  Abelia uniflora R.Br.
- Linnaea yunnanensis (Franch.) Christenh. = Dipelta yunnanensis Franch.